# Russ Buller
Russ Buller (ur. 10 września 1978 w Westlake, koło Lake Charles) – amerykański lekkoatleta, tyczkarz.

## Życiorys
Nie odnosił sukcesów lekkoatletycznych w kategoriach młodzików i kadetów, w 1997 poprawił swój rekord życiowy o 42 centymetry w stosunku do poprzedniego sezonu. Zajął 9. miejsce w mistrzostwach NCAA, a w juniorskich mistrzostwach kraju nie zaliczył żadnej wysokości i nie został sklasyfikowany. W 1999 został halowym wicemistrzem NCAA. Rok później zdobył złote medale mistrzostw NCAA zarówno w hali, jak i na stadionie, ale nie zaliczył żadnej wysokości w finale krajowych olimpijskich kwalifikacji i nie znalazł się w składzie Stanów Zjednoczonych na igrzyska olimpijskie w Sydney. 5 sierpnia 2000 został złoty medalistą pierwszych w historii młodzieżowych (do lat 25) mistrzostw NACAC w lekkoatletyce. W 2001 zajął 4. miejsca w mistrzostwach kraju w hali i na stadionie, zakwalifikował się do mistrzostw świata w Edmonton, gdzie z wynikiem 5,60 zajął 18. miejsce w eliminacjach i nie awansował do finału. Sezon zakończył 4. lokatą na uniwersjadzie w Pekinie. W 2003 zdobył srebrny medal igrzysk panamerykańskich. Rok później został brązowym medalistą halowych mistrzostw USA, w olimpijskich kwalifikacjach zajął 8. miejsce, które nie dało mu miejsca w reprezentacji na igrzyska w Atenach. W 2006 zdobył jedyny w karierze złoty medal mistrzostw USA (srebrny medalista Toby Stevenson miał więcej nieudanych prób na niższych wysokościach, co okazało się decydujące, gdyż Buller i Stevenson zaliczyli 5,80 w pierwszych próbach), tytuł ten zadedykował zmarłemu bratu. Dzięki temu osiągnięciu reprezentował Stany Zjednoczone podczas pucharu świata w Atenach, gdzie zajął 5. miejsce w konkursie tyczkarzy, m.in. dzięki punktom Bullera męska reprezentacja USA została sklasyfikowana na 2. miejscu tych zawodów. W 2007 został halowym wicemistrzem kraju, był to ostatni medal mistrzostw USA zdobyty przez Bullera. Sezon 2008 był ostatnim w karierze Amerykanina, któremu po raz trzeci nie udało się wywalczyć kwalifikacji do reprezentacji kraju na igrzyska olimpijskie – zajął 4. miejsce w mistrzostwach USA będących jednocześnie krajowymi eliminacjami do igrzysk w Pekinie, w Chinach wystąpiło trzech medalistów tych mistrzostw (Derek Miles, Jeff Hartwig oraz Brad Walker).
Absolwent kinezjologii na Louisiana State University, podjął pracę na McNeese State University, jego zadaniem jest opieka nad zawodnikami specjalizującymi się w skokach (o tyczce, wzwyż, w dal oraz trójskoku).
Mąż kanadyjskiej tyczkarki Dany Ellis.

## Osiągnięcia międzynarodowe
| Rok  | Impreza                  | Miejsce       | Pozycja           | Wynik |
| ---- | ------------------------ | ------------- | ----------------- | ----- |
| 2000 | Mistrzostwa NACAC U-25   | Monterrey     | 1. miejsce        | 5,40  |
| 2001 | Mistrzostwa świata       | Edmonton      | el. – 18. miejsce | 5,60  |
| 2001 | Uniwersjada              | Pekin         | 4. miejsce        | 5,60  |
| 2003 | Igrzyska panamerykańskie | Santo Domingo | 2. miejsce        | 5,40  |
| 2006 | Puchar świata            | Madryt        | 5. miejsce        | 5,60  |

## Progresja najlepszych wyników w sezonie
| Sezon   | 1995 | 1996 | 1997 | 1998 | 1999 | 2000 | 2001 | 2002 | 2003 | 2004 | 2005 | 2006 | 2007 | 2008 |
| Hala    |      |      | 5,42 | 5,50 | 5,80 | 5,70 | 5,75 | 5,60 | 5,70 | 5,75 | 5,60 | 5,71 | 5,61 | 5,61 |
| Stadion | 4,72 | 5,18 | 5,60 | 5,65 | 5,70 | 5,71 | 5,81 | 5,60 | 5,75 | 5,70 | 5,75 | 5,80 | 5,73 | 5,61 |

## Rekordy życiowe
- Skok o tyczce – 5,81 (2001)
- Skok o tyczce (hala) – 5,80 (1999)